# Campeonato Sudamericano de Baloncesto de 1947
 El Campeonato Sudamericano de Baloncesto de 1947 corresponde a la XIII edición de este torneo regional. Disputado en Río de Janeiro, Brasil. Fue ganado por la selección de baloncesto de Uruguay. 6 equipos compitieron.

## Resultados
Cada equipo jugó contra los otros cinco equipos una vez, para un total de cinco juegos jugados por cada equipo y 15 en general en la ronda preliminar. Los empates en la clasificación se rompieron con los resultados de los enfrentamientos directos, ya que solo un empate en el primer lugar habría resultado en un partido final.
| Rango | Equipo    | Puntos | PG | PP | FP  | PF  | Diferencia |
| ----- | --------- | ------ | -- | -- | --- | --- | ---------- |
| 1     | Uruguay   | 10     | 5  | 0  | 225 | 183 | +42        |
| 2     | Brasil    | 8      | 3  | 2  | 200 | 181 | +19        |
| 3     | Chile     | 8      | 3  | 2  | 205 | 193 | +12        |
| 4     | Ecuador   | 7      | 2  | 3  | 193 | 234 | -41        |
| 5     | Argentina | 7      | 2  | 3  | 223 | 228 | -5         |
| 6     | Perú      | 5      | 0  | 5  | 196 | 223 | -27        |

| Uruguay   | 37 - 27 | Brasil    |
| Uruguay   | 45 - 44 | Chile     |
| Uruguay   | 46 - 33 | Ecuador   |
| Uruguay   | 51 - 48 | Argentina |
| Uruguay   | 46 - 31 | Perú      |
| Brasil    | 44 - 33 | Chile     |
| Brasil    | 50 - 34 | Ecuador   |
| Brasil    | 37 - 38 | Argentina |
| Brasil    | 42 - 39 | Perú      |
| Chile     | 52 - 31 | Ecuador   |
| Chile     | 42 - 41 | Argentina |
| Chile     | 34 - 32 | Perú      |
| Ecuador   | 47 - 43 | Argentina |
| Ecuador   | 48 - 43 | Perú      |
| Argentina | 53 - 51 | Perú      |

Fuente: